# Trifolium burchellianum
Trifolium burchellianum är en ärtväxtart som beskrevs av Nicolas Charles Seringe. Trifolium burchellianum ingår i släktet klövrar, och familjen ärtväxter.

## Underarter
Arten delas in i följande underarter:
- T. b. burchellianum
- T. b. johnstonii